# Peter Hammarström
Peter "Humlan" Hammarström, född 23 mars 1969 i Stockholm, är en svensk före detta professionell ishockeyspelare. 
Hammarström inledde sin professionella hockeykarriär i AIK. Han har blivit svensk mästare vid två tillfällen, säsongen 1994/1995 med HV71 och säsongen 2001/2002 med Färjestad BK. Han spelade även två säsonger för Eisbären Berlin i tyska DEL. Säsongen 2004/2005 spelade han för Malmö Redhawks.
Efter att han avslutade sin aktiva hockeykarriär 2006 har han bland annat arbetat för Canal+.
Hans far Rolf Hammarström var medlem i den svenska popgruppen The Violents 1959-1962.

## Klubbar
- AIK
- HV 71
- Eisbären Berlin
- Färjestad BK
- Malmö Redhawks

## Källhänvisningar
1. 1 2 3 4  ”Peter Hammarström”. Eliteprospects.com. https://www.eliteprospects.com/player/203/jan-hammar. Läst 30 september 2019.